# Качканар
Качкана́р (рос. Качканар) — місто, центр Качканарського міського округу Свердловської області.

## Назва
Назва міста дана по одній з найвищих вершин Середнього Уралу (887,6 м) горі Качканар.

## Географія
Місто розташоване на східному схилі Середнього Уралу в межиріччі річок Іс і Вия — притоках Тури (басейн Обі). за 276 км від Єкатеринбургу. Залізнична станція на гілці від станції Азіатська. Перед горою Качканар.

## Історія
Місто Качканар було засноване для забезпечення розробки групи Качканарських родовищ. З моменту прийняття рішення про будівництво і по сьогоднішній день місто нерозривно пов'язане з гірничо-збагачувальним комбінатом. Будівництво ГЗК і міста почалося 1957 року і було оголошено ударним комсомольським будівництвом. У найкоротші терміни серед тайги виросли промислові корпуси, житлові будівлі, закладені перші гірничі виробки. Вже 1963 року Качканарський ГЗК дав перший концентрат. Місто активно розвивалося, будувалися десятки нових 5-ти і 9-ти поверхових будинків.

## Населення
Населення — 41426 осіб (2010, 44664 у 2002).